# Duan Jianyu
Duan Jianyu (Henan, 1970) es una artista visual de la provincia de Henan y con sede en Guangzhou.

## Trayectoria
Se graduó de la Academia de Bellas Artes de Guangzhou en 1995. Actualmente enseña en el Departamento de Bellas Artes de la Universidad Normal del Sur de China. Duan trabaja y vive en Guangzhou. El estilo de las pinturas de Duan Jianyu se basa en la realidad cotidiana y luego evoluciona para desvanecerse y deslizarse lentamente hacia el mundo de la mente. Este tipo de técnica narrativa aparece constantemente en las creaciones de la artista. Las pinturas a gran escala de Duan presentan escenarios incongruentes que se basan en una amplia gama de fuentes de la historia del arte europeo, la pintura clásica china y las imágenes de la vida rural tradicional. También ha creado instalaciones multimedia, libros con proyectos de la artista, fotaografías y pinturas en tinta sobre cartón. En su obra encontramos desde los desnudos europeos, a los paisajes chinos, pasando por bodegones o escenas cotidianas con gallinas, sandías y azafatas, todos las escenas se unen para explorar con humor irónico los choques entre lo urbano y lo rural, la tradición y la modernidad en una sociedad en plena transformación.

## Obra y exposiciones
Duan exhibió su trabajo en Nueva York en el  Museo Metropolitano de Arte, fue presentado en “15 Años de premios de Arte Contemporáneo chino” y en la estación eléctrica de Poder de Arte, Shanghai, 2014; “Dai hanzhi, 5000 artistas,” Ullens Center for Contemporary Art (UCCA), Beijing, 2014; “Una potente fuerza: Duan Jianyu y Hu Xiaoyuan”, Museo de Arte Rockbund en 2013; “arte de Tinta: Pasado como Presente en China Contemporánea,” El Museo Metropolitano de Arte, Nueva York, 2013; “Cara,” Mingsheng Museo de Arte, Shanghai, 2012; “Nostalgia del este, Asia, exposición de Arte Contemporáneo,” Fundación de Corea, 2011; “¡China, China, China!,”  Centro de Artes visuales Sainsbury, 2009; el trienal de Guangzhou  “Adiós al poscolonialismo”, Guangdong Museo d Arte, Guangzhou, 2008; “China da la bienvenida a … deseos, luchas, nuevas identidades,” Kunsthaus Graz, 2007; “Octomania,” espacio de arte del Para-Site en Hong Kong, 2006; la 50.º Bienal de Venecia , 2003; Gwangju Biennale, 2002.

## Reconocimientos
- 2010 premio al mejor artista otorgado por el Arte Contemporáneo chino.[8]